# Biała Druga (województwo lubelskie)
Biała Druga (dawn. Biała Ordynacka II) – wieś sołecka w Polsce położona w województwie lubelskim, w powiecie janowskim, w gminie Janów Lubelski.

## Demografia
W latach 1975–1998 miejscowość administracyjnie należała do województwa tarnobrzeskiego. Według Narodowego Spisu Powszechnego (III 2011 r.) liczyła 594 mieszkańców i była drugą co do wielkości miejscowością gminy Janów Lubelski.

## Części wsi
| SIMC    | Nazwa       | Rodzaj    |
| ------- | ----------- | --------- |
| 0794454 | Kapkaz      | część wsi |
| 0794460 | Podkościele | część wsi |
| 0794477 | Wodończa    | część wsi |

## Historia
Biała (dziś Biała Druga) wieś w  powiecie janowskim. Kościół parafialny drewniany istniał tu już za Długosza (L.B. T. II s. 576). Do parafii należały Zwola (dziś Dzwola) i Kocudza (dziś Kocudza Pierwsza, Kocudza Druga, Kocudza Trzecia). Wieś miała 162 osad, 1500 mórg i 840 mieszkańców katolików. Kościół drewniany modrzewiowy wzniesiony w XVI w., a odrestaurowany przez Zamoyskiego (wnuka hetmana) w XVII w, jednocześnie z założeniem miasta Janowa.
Do roku 1882 Janów i okoliczne wsi ordynackie należały do parafii Biała. Po wyrestaurowaniu kościoła podominikańskiego w Janowie parafię tamże przeniesiono, a kościół w Białej został filialnym, lecz dotąd odprawia się tu nabożeństwo (1882 r.). W roku 1676 pobór płaci tu Jan Lipski od siebie, córki, 4 sług szlachty, 11 dworskich, 327 poddanych.